# Domenica di sangue di Eisleben

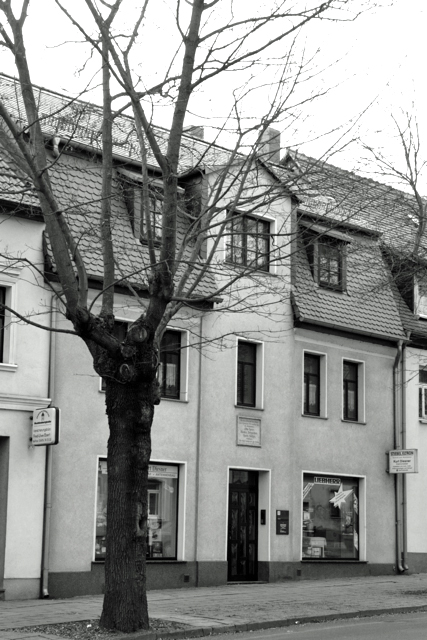
Il Klassenkampfgebäude (dal 1933 al 1945 Paul-Berck-Haus)

È passata alla storia come domenica di sangue di Eisleben (in tedesco Eisleber Blutsonntag) il giorno di domenica 12 febbraio 1933, quando a Eisleben in Germania una marcia di propaganda di seicento membri delle SA e delle SS prese d'assalto il Klassenkampfgebäude, usato dal Partito Comunista di Germania (KPD), e la palestra di un circolo sportivo operaio, sparando sui presenti e percuotendoli con badili. Tre membri del KPD rimasero uccisi e ventiquattro gravemente feriti. Tra le SS morì invece Paul Berck, che fu poi eroicizzato dalla propaganda nazista come Blutzeuge (letteralmente «testimone del sangue»; «martire»).

## Fatti
Sotto la Repubblica di Weimar Eisleben fu una roccaforte del KPD, che qui, nella circoscrizione elettorale di Halle-Merseburg, dal 1924 in poi alle elezioni per il Reichstag aveva sempre ottenuto percentuali di voto superiori alla media nazionale. Il 29 gennaio 1933, alla vigilia della nomina di Hitler a Cancelliere del Reich, la città fu teatro di una manifestazione del KPD che con lo slogan «Lotta con noi nel fronte unitario antifascista» radunò 1500 partecipanti, tra i quali, si sostiene, anche membri dell'SPD e del Reichsbanner. Dopo una prima «parata di reclutamento» il 23 gennaio, a cui avevano preso parte trecento membri del 13º Standarte delle SA, fu programmata per il 12 febbraio una «marcia di propaganda», in occasione della quale si riunirono in città seicento membri delle SA e delle SS, anche provenienti dai dintorni, in parte a bordo di autoveicoli.
Punto d'incontro del raduno fu il Landbundhaus (sede della lega agricola), dove verso le 14 si formò il corteo. Tra i partecipanti c'erano il Gauleiter Rudolf Jordan, il capo distretto Ludolf von Alvensleben, il futuro aiutante capo di Himmler, coinvolto nelle esecuzioni di massa in Polonia e Unione Sovietica nella seconda guerra mondiale, e il deputato nazista e futuro commissario per lo sport del Reich Hans von Tschammer und Osten.

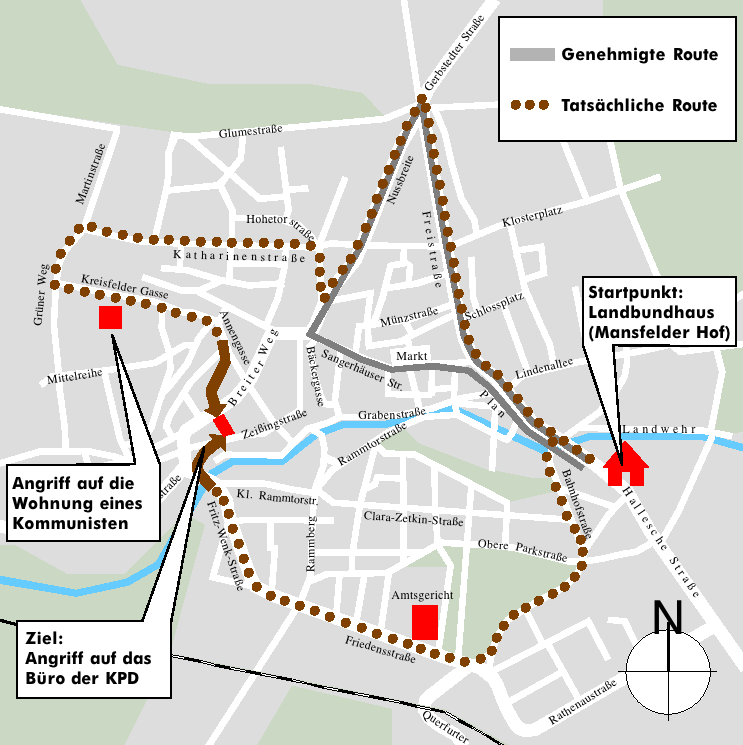
Mappa del percorso seguito dal corteo

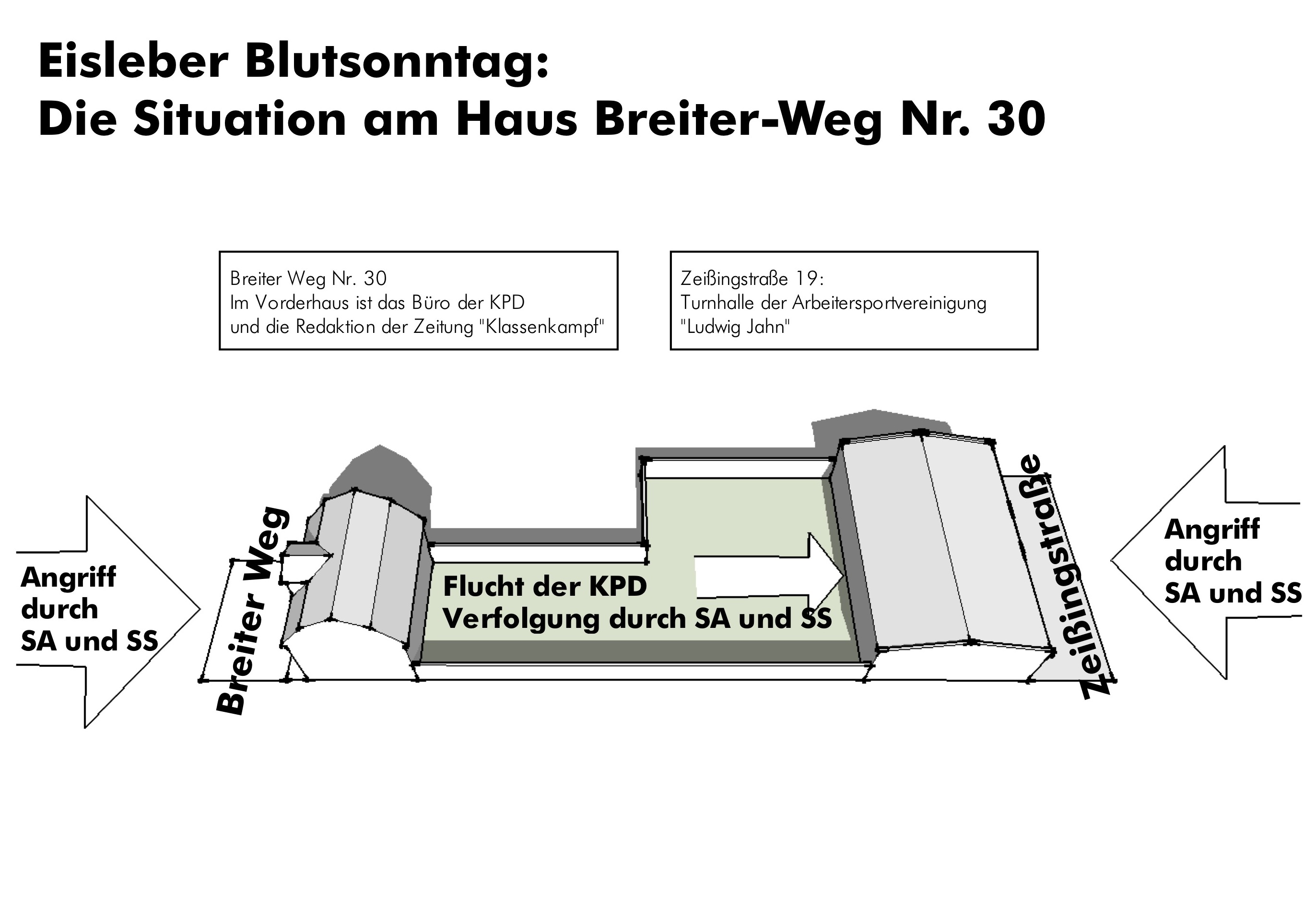
Schema dell'assalto. I nazisti attaccarono contemporaneamente da due lati

Le notizie sul percorso esatto del corteo sono discordanti. Kurt Lindner, che quel giorno tenne nella palestra una conferenza del KPD sulle imminenti elezioni, parla di due distinti cortei che attraversarono Eisleben. La palestra in Zeißingstraße sarebbe stata attaccata dal primo, proveniente da sud; il Klassenkampfgebäude – che prendeva il nome dall'organo di stampa regionale del KPD – in Breiten Weg dal secondo, proveniente da nord. Invece secondo la sentenza del 3 agosto 1949, emessa dal tribunale distrettuale di Halle, al Landhausbund si formò un unico corteo composto da due gruppi di SS in testa e in coda e da un gruppo di SA al centro. La maggior parte dei presenti era armata di pistole, vanghe o accette. Nel corso della marcia, SA e SS strappavano ai passanti i distintivi delle organizzazioni antifasciste. In Kreisfelder Gasse fecero irruzione in casa di un noto antifascista, distruggendo l'arredamento; poi il corteo passò per Annengasse, svoltò in Breiten Weg, oltrepassò il Klassenkampfgebäude e seguendo la Kasseler Straße raggiunse la palestra. L'attacco fu condotto contemporaneamente su due fronti perché la testa del corteo venne a trovarsi davanti alla palestra e la coda davanti al Klassenkampfgebäude.
I due edifici erano collegati tra loro da un cortile; al momento dell'assalto vi si trovavano alcuni funzionari del KPD, un servizio di guardia di quindici-venti atleti e una trentina di ragazzi sui 13-14 anni. SA e SS irruppero insieme alla polizia e distrussero tutti i mobili. I comunisti avevano approntato una difesa, ma l'attacco sui due fronti non lasciò loro possibilità di fuga: i nazisti li presero a colpi di vanga, provocando lesioni soprattutto alla testa; il segretario distrettuale del KPD Bernard Koenen perse un occhio. Cinque fuggirono sul tetto della palestra, a un'altezza di circa otto metri, e un uomo delle SS li costrinse a saltare giù minacciandoli con un'arma. Uno dei ragazzi della palestra, ascoltato poi come testimone, fu ferito da due spari alla testa che lo lasciarono quasi cieco da un occhio, mentre un altro testimone ebbe tre dita mozzate da colpi di vanga. 
L'SS Paul Berck fu colpito a morte nell'atrio del Klassenkampfgebäude, stando al verbale della procura (febbraio 1933).
Secondo un articolo dell'Eisleber Tageblatt (13 febbraio), gli scontri al Klassenkampfgebäude si protrassero per un'ora. Infine il corteo mosse verso Marktplatz, dove il capo distretto Ludolf-Hermann von Alvensleben pronunciò un discorso in memoria di Berck e mosse gravi accuse al capo della polizia di Eisleber, Ueberschär, che si era rifiutato di perquisire l'edificio per rintracciarvi eventuali armi prima degli scontri. Ueberschär fu temporaneamente sospeso dal servizio per ordine del ministro degli Interni.

## Ripercussioni

### Nella Germania nazista
Subito dopo il Blutsonntag la polizia criminale di Eisleben e la questura di Halle aprirono le indagini. Secondo la relazione del procuratore capo Luther (13 febbraio), all'inizio non era previsto che la marcia di propaganda transitasse davanti ai due edifici, ma un folto gruppo di partecipanti irruppe improvvisamente nel Klassenkampfgebäude dal blocco delle SS in coda al corteo. Ne seguì una sparatoria nell'edificio e nel retrostante cortile, che coinvolse sia le opposte fazioni sia la polizia. In quel momento la testa del corteo si trovava di fronte alla palestra, e su questo settore fu esploso un colpo dal tetto. Le SA invasero allora l'atrio dell'edificio e ferirono a colpi di vanga tutti i presenti. Luther definisce l'indagine «estremamente difficile, perché i nazisti coinvolti sono rimasti ignoti e i comunisti si trovano feriti in ospedale».
In una seconda relazione del 20 febbraio Luther fece un resoconto un po' diverso: nel transitare davanti al Klassenkampfgebäude, la marcia si sarebbe trovata proprio sul percorso programmato. A quel punto dall'edificio, prima ancora che venisse assaltato, contro i nazisti sarebbe stato esploso un paio di colpi. Il 22 marzo Luther dichiarò l'indagine in gran parte conclusa. Undici dei dodici comunisti arrestati dovettero essere rilasciati perché non era stato dimostrato che avevano attaccato i nazisti; due risultavano ancora ricercati. Luther non riteneva provato un attacco premeditato da parte del KPD e definì i due colpi d'arma da fuoco «opera di singoli responsabili».
Il 5 aprile il ministero della giustizia definì «del tutto insoddisfacenti» i risultati delle indagini, chiedendo che le persone rilasciate venissero di nuovo arrestate e messe in custodia cautelare. La disponibilità dei nazisti a testimoniare poteva essere stimolata grazie al "Decreto sulla concessione dell'impunità" del presidente del Reich del 21 marzo, che esentava dalla pena i reati insurrezionali.
In una nuova relazione dell'8 aprile il procuratore capo Luther sottolineò la mancanza delle dichiarazioni degli esponenti nazisti, tra i quali il capo distretto von Alvensleben e il Gauleiter Jordan, e contestò le insinuazioni della stampa nazista, secondo cui stava conducendo le indagioni contro il NSDAP. Si occupava fin dal 1921 di reati politici e aveva fatto parte del "Dipartimento di sinistra della procura del Reich per la lotta ai comunisti, ai traditori dello Stato e ai separatisti":
Il 27 aprile la Procura generale espresse al ministero della Giustizia il dubbio che l'accusa contro i comunisti per sommossa (§ 115 RStGB) e violazione della quiete pubblica (§ 125 RStGB) avesse qualche probabilità di successo in giudizio. Secondo altre relazioni del procuratore generale, gli arrestati non risultavano in possesso di armi da fuoco e, diversamente da quanto asserito all'inizio, non c'erano prove che dal tetto della palestra si era sparato contro il corteo.
Il 29 giugno 1933 la corte d'assise di Halle condannò Eduard Rechner a otto anni e mezzo di casa di disciplina per omicidio colposo e uso improprio di armi. Rechner si trovava nel Klassenkampfgebäude, e gli fu contestata la morte di Berck. La sentenza gli attribuì la volontà di «danneggiare i nazionalsocialisti per fanatismo politico», e non di difendere l'edificio dall'assalto, sicché non avrebbe agito per legittima difesa. Si pensa che dopo aver scontato la pena Rechner fosse rimasto internato a Mauthausen e Dachau fino al 1945. Non vi furono altre condanne.
Paul Berck fu elevato a martire dai nazisti. Panettiere, nato il 14 febbraio 1912, era stato membro del 26º Standarte delle SS di Eisleben. Secondo le notizie dell'epoca, i funerali furono celebrati a Eisleben in presenza di 15000 nazisti sotto severissime misure di sicurezza. Il regime nazista gli intitolò numerose vie, tra le quali la futura Paul-Suhr-Straße di Halle; gli furono intitolati anche la sezione locale del partito e il 26º Standarte stesso. Il Klassenkampfgebäude fu ribattezzato in Paul-Berck-Haus, il Breite Weg in Paul-Berck-Straße e la città di Eisleben dedicò alla SS caduta una lapide commemorativa. Un quartiere residenziale di Eilenburg, sorto nel 1938, prese il nome di Paul-Berck-Siedlung (dal 1946 Karl-Marx-Siedlung).
Il regime tenne cortei commemorativi a Eisleben a inizio di febbraio di ogni anno. Nel Paul-Berck-Tag (giorno dedicato a Paul Berck), l'11 febbraio 1934, attraversarono la città 4000 SS; Himmler, invitato come Reichsführer, si fece rappresentare da August Heißmeyer. Il presidente della giunta comunale e futuro comandante del campo di concentramento di Majdanek Hermann Florstedt tenne un discorso in cui definì Berck «modello di fervore» degno di fungere da guida per il nazismo «nel prosieguo della lotta per il compimento del Terzo Reich».

### Nella Repubblica Democratica Tedesca

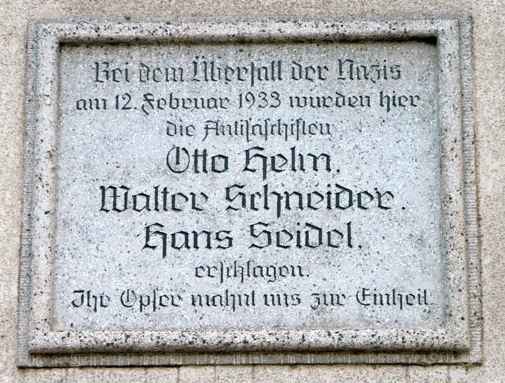
Targa commemorativa dei tre antifascisti uccisi

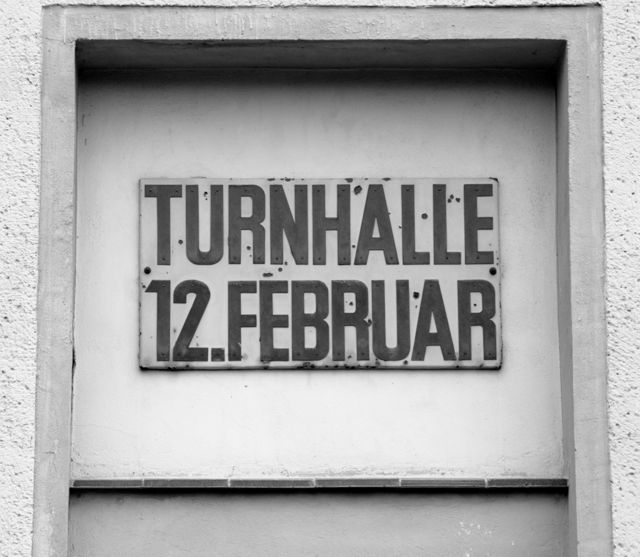
Targa commemorativa dell'assalto alla palestra in Zeißingstrasse 19

Dopo la liberazione dal nazismo, 31 partecipanti alla marcia di propaganda e due agenti di polizia furono accusati di violazione della quiete pubblica e crimini contro l'umanità. Il 3 agosto 1949 il tribunale distrettuale di Halle condannò un imputato all'ergastolo e trenta alla reclusione da uno a dodici anni; due furono assolti. Secondo la sentenza, la marcia fu un «attacco premeditato agli operai antifascisti di Eisleben», come emergeva dal fatto che la maggior parte dei partecipanti era armata e dalla testimonianza di uno degli agenti condannati, che riferì di aver avuto l'impressione che tutto fosse stato pianificato. Confermava la premeditazione anche la deviazione rispetto al percorso autorizzato. La corte non trovò invece prove di spari contro il corteo da parte dei comunisti. L'uomo ferito al dito del piede aveva confidato in seguito a un altro membro delle SA di essersi sparato accidentalmente da sé. La sentenza si rammaricò che «non [fosse] al momento possibile condannare i capibanda [...] perché si nascond[evano] o si cred[evano] al sicuro in Germania Ovest».
Secondo testimoni che lo conoscevano da anni, il condannato all'ergastolo Kurt Stenzeleit aveva colpito i comunisti con una vanga, e ancora all'ospedale di Eisleben aveva minacciato Bernard Koenen e aggredito fisicamente un altro ferito. Stenzeleit negò di aver preso parte al corteo. Un'ex SS fu assolta per via di contraddizioni dei testimoni sulla sua presenza a Eisleben. L'agente Eduard Fuchs fu condannato a sei anni di casa di disciplina. Fuchs aveva fatto irruzione con altre SS nel Klassenkampfgebäude, recando una pistola senza sicura, e aveva fatto fuoco. Altri agenti di polizia dichiararono che il capo distretto del NSDAP von Alvensleben, presso la stazione di polizia, l'aveva in seguito ringraziato dicendo «Avete fatto un buon lavoro». La corte gli attenuò la pena tenendo conto del fatto che l'agente aveva agito in parte a difesa degli aggrediti. L'altro agente fu condannato a dodici anni di casa di disciplina per aver sparato sulle persone dal tetto della palestra e aver omesso di intervenire mentre i comunisti venivano feriti a vangate proprio accanto a lui. Alcuni imputati proposero appello, ma il 3 novembre 1950 la corte d'appello di Halle lo dichiarò «palesemente infondato». Si suppone che la divisione XI/11 del ministero per la sicurezza dello Stato della Repubblica Democratica Tedesca abbia indagato sui fatti di nuovo negli anni 1970 e nel 1982-1983.
Gli atleti operai uccisi – Walter Schneider, Hans Seidel e Otto Helm – furono sepolti l'8 luglio 1945 in una tomba d'onore nel vecchio cimitero. Nel 1950 i pozzi minerari del VEB Mansfeld Kombinat Wilhelm Pieck furono intitolati a due delle vittime: lo Hohenthalschacht divenne Hans-Seide-Schacht; gli Ernstschächte presero il nome di Walter-Schneider-Schächte. Un grande frutteto fu chiamato VEG-Walter-Schneider e un impianto sportivo Otto-Helm-Kampfbahn. La Bahnhofsstraße (via della Stazione) di Eisleben fu intitolata Bernard Koenen, che aveva riparato in Unione Sovietica dopo il Blutsonntag, e il Breit Weg divenne la Straße der Opfer des Faschismus (via delle Vittime del fascismo).

### Nella Germania unita
Dopo la caduta della DDR e la riunificazione, il 12 febbraio viene ricordato annualmente mediante commemorazioni tenute dall'Associazione perseguitati dal regime nazista al vecchio cimitero di Eisleben.